# 脂质A
脂质A（英語：lipid A）为一种糖磷脂，由D-氨基葡萄糖双糖组成的基本骨架，不同细菌骨架一致。具有内毒素毒性与生物学活性成分，无种属特异性。